# Cineantropometría
La Cineantropometría es la disciplina que estudia el cuerpo humano mediante medidas y evaluaciones de su tamaño, forma, proporcionalidad, composición, maduración biológica y funciones corporales con la finalidad de entender los procesos implicados en el crecimiento, el ejercicio, la nutrición y el rendimiento deportivo.
Se trata de una disciplina que aparece en un primer congreso en 1976 en el marco de los juegos olímpicos de Montreal. Posteriormente, se han celebrado otros congresos en Lovaina (1978), Glasgow (1986) y Bruselas (1990).
Algunos la conocen como Kinantropometría y procede de añadir el prefijo cine- o kine-, que significa movimiento, a la palabra antropometría, que se refiere a medidas humanas. Su objeto es la aplicación de una serie de técnicas antropométricas, normalmente con el cuerpo en situación estática, con aplicaciones en la actividad física y deportiva de las personas.
Para la medición se emplea una gran variedad de perspectivas morfológicas, circulatorias y de factores que influyen en el movimiento; entre otras se incluyen: estructura de componentes del cuerpo, medidas del cuerpo, proporciones, composición, forma, maduración, habilidades motrices y la capacidad cardiorrespiratoria, actividad física cotidiana y actividad deportiva.
Utiliza métodos tanto directos como indirectos. Se trata de una disciplina que incorpora conocimiento de diversos campos: biología, medicina, física, ergonomía, etc.